# Saint-Rieul
Saint-Rieul (bret. Sant-Rieg) – miejscowość i gmina we Francji, w regionie Bretania, w departamencie Côtes-d’Armor.
Według danych na rok 1990 gminę zamieszkiwały 344 osoby, a gęstość zaludnienia wynosiła 54 osoby/km² (wśród 1269 gmin Bretanii Saint-Rieul plasuje się na 922. miejscu pod względem liczby ludności, natomiast pod względem powierzchni na miejscu 971.).